# بنن‌یار
بنن‌یار (به ترکی آذربایجانی: Bənəniyar) منطقه‌ای مسکونی در جمهوری آذربایجان است که در شهرستان جلفا واقع شده‌است. بنن‌یار ۳٬۲۵۳ نفر جمعیت دارد.